# The Wall (албум на „Пинк Флойд“)
The Wall (в превод: Стената) е албум на английската рок група „Пинк Флойд“, издаден през 1979. Приветстван от критици и фенове като един от най-добрите албуми на „Пинк Флойд“, той е разглеждан като класика в рока, а страхотните им песни са вдъхновявали много рок музиканти.
„The Wall“ е последният албум на „Пинк Флойд“, в който участва Ричард Райт преди завръщането му през 1987. Докато албума е бил записван, Роджър Уотърс е засилвал хватката си върху групата и е искал почти пълен художествен контрол, създавайки напрежение в групата. Въпреки това, албумът е успешен, продава приблизително 30 милиона копия по света и е един от най-добре продаваните албуми на 80-те. „The Wall“ е най-добре продаваният албум на групата в САЩ с повече от 23 милиона продадени копия. Албумът достига #1 на чартовете за албуми Билборд (Billboard) в Щатите, където остава за 15 последователни седмици, и не се оттегля от чартовете цели 2 години. Обаче в родната си Великобритания албумът достига едва #3.
Another Brick in the Wall (Part II) е сингъл номер едно на групата от The Wall, достигайки позиция #1 и във Кралството, и в САЩ. По света, албумът съдържа редица хитове на „Пинк Флойд“, включително „Another Brick in the Wall (Part II)“, „Young Lust“, „Hey You“, „Comfortably Numb“, и „Run Like Hell“.
През 1982 година албумът става основа на филма „Пинк Флойд: Стената“, режисиран от Алън Паркър по сценарий на Роджър Уотърс. Албумът има типично хардрок/арт рок звучене, което е резултат от прехода, който групата прави към по-тежка музика от предходния им албум Animals до The Final Cut.

## История на записване
През 1977 „Пинк Флойд“ рекламирали албума си Animals с турнето си In the Flesh Tour. Турнето било изтощително и отчайвало членовете на групата. Природата на концертите карала Уотърс да се откъсва от публиката и да се вижда като по-висша фигура. Последната нощ на турнето, в Монреал, Канада, Уотърс тъкмо започвал да пее ''Pigs on the Wing (Part 1)'', а човек от публиката запалил фишек близо до сцената. Той спрял да пее и изкрещял „Oh, for fuck's sake. Stop letting off fireworks and shouting and screaming! I'm trying to sing a song.“ („О, по дяволите. Престанете да изстрелвате фойерверки, да викате и да пищите! Опитвам се да пея песен.“) Тогава продължил с песента, но нещата се влошили и по време на ''Pigs (Three Different Ones)'', Уотърс не можел да повярва на очите си, когато един фен се покатерил по мрежите, които разделяли публиката от групата, и с погнуса Уотърс се изплюл в лицето на почитателя си. По-късно, Уотърс съжалявал за постъпката си и оплаквал разделението между публиката и групата. Именно това подтикнало Уотърс да измисли идеята за „The Wall“.
Записването на албума било сложно, защото бил записван в четири студия за осем месеца. Роджър Уотърс споменава в радио-шоуто In the Studio with Redbeard, че всички проблеми произтичали от английските данъчни закони, налагащи финансови ограничения. Според Уотърс „щяхме да го запишем в Лондон, после преживяхме голям неуспех, бяхме вложили много пари в една компания (Norton Warburg) в Лондон, която трябваше да ги инвестира и така нататък, но, вместо това ги откраднаха. Откраднаха ги по такъв начин, че въпреки това трябваше да платим данъци за тях. Таке че пет години след Dark Side of the Moon, бяхме съвършено оскубани. Тъй като разполагахме с тази основа за албум, която изглеждаше добра, неохотно решихме да заминем да осъществим записа в Южна Франция. Признах, че причината да запишем албума във Франция беше чисто и просто заради страха ни да останем без пукната пара“.
По време на записите Уотърс чувства, че приносът на Ричард Райт за групата е малък и разпорежда той да напусне след като The Wall е завършен. По това време Райт е пристрастен към кокаина, което може и да е играло роля за уволнението му. Уотърс твърди, че Дейвид Гилмор и Ник Мейсън са подкрепяли решението му да уволни Райт, но през 2000 година Гилмор обявява, че той и Мейсън са били против. Райт е уволнен от групата, но остава да довърши албума и да участва в концертите като платен музикант. Иронията е, че вследствие на огромните разходи за турнето, натрупани поради отказа на Уотърс да свирят пред голяма публика, Райт е бил единственият член на групата, който е спечелил нещо от турнето.
За „Another Brick in the Wall“ (Part II), Pink Floyd имат нужда от училищен хор и се обръщат към учителя по музика Алън Реншоу от зеленото училище в Ислингтън, близо до студиото им „Britannia Row Studios“, по средата на учебно занятие. На хора не е разрешено да чуе останалата част от песента и след като изпяват припева, децата са разочаровани, защото искали да чуят солото на Гилмор. Припевът е презаписван 12 пъти, за да се създаде впечатлението, че хорът е от повече деца. Въпреки че училището получава сумата от £1000, няма договорно споразумение за хонорари. Според закона на Великобритания за авторското право от 1996 тези хонорари са задължителни и след като членовете на хора са открити от хонорарния агент Питър Роуън от ‘’RBL Music’’ чрез сайта ‘’Friends Reunited’’, те съдят групата. Професионалистите от музикалната индустрия оценяват, че всеки на ученик се дължат по £500.
‘’The Wall’’ е оригинално издаден от ‘’Columbia Records’’ в Щатите и ‘’Harvest Records’’ във Великобритания, а през 1994 е преиздадена дигитално подобрена версия във Великобритания от ‘’EMI’’. През 1997 ‘’Columbia Records’’ издават друг подобрен диск (който звучи по-добре от версията на ‘’EMI’’ от 1994) в САЩ, Канада, Австралия, Южна Америка и Япония. По случай 20-ата годишнина на ‘’The Wall’' през април 2000, ‘’Capitol Records’’ в САЩ и ‘’EMI’’ в Канада, Австралия, Южна Америка и Япония преиздават версията от 1997, комбинирана с художествените похвати, използвани при Европейската версия на ‘’EMI’’.
‘’The Wall’’ е първият албум на Pink Floyd от 1967 насам, чиято обложка не е направена от Сторм Торгерсън и Hipgnosis (Хипнозис).

## „The Wall“ в България
Този албум не е издаван официално в България, но е добре познат на българската аудитория. По това време са разпространени записващи магнетофони и касетофони и е нямало проблем да се презаписва. Чрез Кореком са били достъпни последните „писъци“ на тогавашната аудиотехника: грамофони с динамични дози и диамантени игли и декове с високоустойчиви глави и автоматична настройка на подмагнитващия ток според лентата. Вкарваните от чужбина плочи се записват на лента – албумът се събира на една касета C90.

## Списък на песните
- страна 1

1. „In the Flesh?“ – 3:16
2. „The Thin Ice“ – 2:27
3. „Another Brick in the Wall Part 1“ – 3:21
4. „The Happiest Days of Our Lives“ – 1:46
5. „Another Brick in the Wall Part 2“ – 3:59
6. „Mother“ – 5:32

- страна 2

1. „Goodbye Blue Sky“ – 2:45
2. „Empty Spaces“ – 2:10
3. „Young Lust“ – 3:25
4. „One of My Turns“ – 3:41
5. „Don't Leave Me Now“ – 4:08
6. „Another Brick in the Wall Part 3“ – 1:48
7. „Goodbye Cruel World“ – 0:48

- страна 3

1. „Hey You“ – 4:40
2. „Is There Anybody Out There?“ – 2:44
3. „Nobody Home“ – 3:26
4. „Vera“ – 1:35
5. „Bring the Boys Back Home“ – 1:21
6. „Comfortably Numb“ – 6:23

- страна 4

1. „The Show Must Go On“ – 1:36
2. „In the Flesh“ – 4:15
3. „Run Like Hell“ – 4:20
4. „Waiting for the Worms“ – 4:04
5. „Stop“ – 0:39
6. „The Trial“ – 5:13
7. „Outside the Wall“ – 1:41

What Shall We Do Now? отпада по технически причини от албума.
|  | Тази страница частично или изцяло представлява превод на страницата The Wall в Уикипедия на английски. Оригиналният текст, както и този превод, са защитени от Лиценза „Криейтив Комънс – Признание – Споделяне на споделеното“, а за съдържание, създадено преди юни 2009 година – от Лиценза за свободна документация на ГНУ. Прегледайте историята на редакциите на оригиналната страница, както и на преводната страница, за да видите списъка на съавторите. ВАЖНО: Този шаблон се отнася единствено до авторските права върху съдържанието на статията. Добавянето му не отменя изискването да се посочват конкретни източници на твърденията, които да бъдат благонадеждни. |